# Муниципальное образование «Закулей»
Муниципальное образование «Закулей» — муниципальное образование со статусом сельского поселения в
Нукутском районе Иркутской области России. Административный центр — Закулей.

## Демография
По результатам Всероссийской переписи населения 2020 года
численность населения муниципального образования составила 1116 человек, в том числе 564 мужчин и 552 женщин.
| 2010  | 2011  | 2012  | 2013  | 2014  | 2015  | 2016  |
| ----- | ----- | ----- | ----- | ----- | ----- | ----- |
| 1106  | ↘1105 | ↗1122 | ↘1093 | ↘1091 | ↘1083 | ↘1081 |
| 2017  |       |       |       |       |       |       |
| ↘1066 |       |       |       |       |       |       |

## Населённые пункты
В состав муниципального образования входят населённые пункты:
- Закулей
- Мельхитуй